# Johann-Sebastian-Bach-Gymnasium Windsbach
Das Johann-Sebastian-Bach-Gymnasium (kurz: JSBG) ist ein Gymnasium im bayerischen Windsbach. Es führt die Schulzweige sprachlich, naturwissenschaftlich-technologisch und musisch.

## Geschichte
Das Gymnasium ist nach dem Komponisten Johann Sebastian Bach benannt und kann auf eine sehr lange Tradition zurückblicken. Zunächst war die Hauptaufgabe der Lateinschule, den Pfarrernachwuchs im Bereich der Evangelischen Landeskirche zu fördern und sicherzustellen. Aus dieser Zeit stammt die Einrichtung der humanistischen Ausbildungsrichtung.
Als im Jahr 1946 der Windsbacher Knabenchor gegründet wurde, diente das evangelisch-lutherische Studienheim in Windsbach als Heimstätte der Chorsänger. Die Einrichtung einer neusprachlichen Ausbildungsrichtung (1971) und schließlich der Einzug in eine neue Schulanlage (1974) waren wichtige Stationen der Schulgeschichte. 1993 trat ein mathematisch-naturwissenschaftlicher Schulzweig hinzu. In Hinblick auf den Windsbacher Knabenchor wurde 1983 ein musischer Zweig angegliedert.
Im Jahre 2011 gab sich das Gymnasium eine Schulverfassung. Es ist bis zum Jahre 2011 renoviert worden und eine Mensa wurde für die Schüler errichtet.

## Ausbildungsrichtungen
Es gibt an der Schule drei Ausbildungsrichtungen:
- Sprachliches Gymnasium (einschließlich des Humanistischen Gymnasiums)
- Naturwissenschaftlich-technologisches Gymnasium
- Musisches Gymnasium[4]

jeweils beginnend mit Latein oder Englisch als erster Fremdsprache.
In folgenden Jahren kann zwischen Französisch, Spanisch oder Altgriechisch gewählt werden.